# Ksar Tissouit Sidi Hamza
Ksar of Tissouit Sidi Hamza (en arabe : قصر تيسويت سيدي حمزة) est un village fortifié dans la province de Midelt, région de Draa-Tafilalet au Maroc .